# Michael Pfleghar
Michael Pfleghar (Stuttgart, 20 de marzo de 1933 - Düsseldorf, 23 de junio de 1991) fue un director de cine y productor de televisión alemán.

## Fallecimiento
Se suicidó de un disparo el 23 de junio de 1991, a la edad de 58 años, en el piso de Düsseldorf de su amigo y publicista Hubert Maessen. Pfleghar fue enterrado en la tumba familiar del cementerio de Waldfriedhof, en Stuttgart-Degerloch.

## Filmografía

### Cine
- 1964: Die Tote von Beverly Hills (También coguionista)[7]
- 1965: Serenade für zwei Spione (También coguionista)[8]
- 1966: Bel Ami 2000 oder Wie verführt man einen Playboy (También coguionista)[9]
- 1967: Das älteste Gewerbe der Welt (Le plus vieux métier du monde) [10]
- 1972: München 1972 – 8 berühmte Regisseure sehen die Spiele der XX. Olympiade (Visions of Eight) – Teil 4: Die Frauen (Película Documental)[11][12][13]

### Televisión
- 1956: Eine kleine große Reise (TV) (También coguionista)
- 1956: Duell nach Noten – Ein heiterer musikalischer Kleinkrieg (TV) (También coguionista)
- 1957: Der Schallplattendieb (TV) (También coguionista)
- 1957: La Cancha – Eine geheimnisvolle Weltmeisterschaft (TV)
- 1958: Kennen Sie die Milchstraße? (TV)
- 1958–1964: Bon soir, Kathrin! (TV-Serie)
- 1959: Drei kleine Helle (TV)
- 1959: Wenn Sechse eine Reise tun (TV)
- 1960: In 80 Takten um die Welt (TV)
- 1960: Hollywood – Ein Vorort in vier Anekdoten (TV) (También guion)
- 1960: Das Leben ist ein Karussell (TV) (También coguionista)
- 1961: Petites fleurs (TV)
- 1961: Die alte Welle (TV)
- 1961: Zu jung um blond zu sein (TV) (También guion)
- 1962: Hotel Victoria (TV-Serie)
- 1962: Das verflixte erste Mal – Ein Feuilleton mit Musik (TV)
- 1962–1963: Lieben Sie Show? (TV-Serie) (También coguionista)
- 1963: Die kleinste Show der Welt (TV)
- 1964: Die große Show von Tokio (TV)
- 1965: Das Lächeln im Westen (TV)
- 1966: Die größte Schau der Welt – Die Girls von Takarazuka (TV)
- 1966: Die Peanuts (TV)
- 1966: Es funkeln die Sterne – Zu Gast bei Caterina Valente (TV)
- 1967: Der Watusi-Skandal (TV)
- 1967–1968: Die Caterina-Valente Show (TV-Serie)
- 1967: With Love, Sophia (TV)
- 1967: Show-Chance (TV-Serie) (Solo Invitada en un Episodio)
- 1967: Frank Sinatra: A Man and His Music + Ella + Jobim (TV)
- 1968: Monte Carlo: C’est La Rose (TV)
- 1969: Caterina from Heidelberg (TV)
- 1969: Romeo und Julia 70 (TV-Serie) (También guion)[14]
- 1969–1970: Wünsch Dir was (TV-Serie) (5 Episodios)
- 1970: Music Tropical (TV)
- 1970: ZDF-Werkstatt (TV-Serie) (Solo Invitada en un Episodio)
- 1970: Jumbo – Ein Elefantenleben (TV)
- 1971: Perlico – Perlaco (TV) (También guion)
- 1972: Jules und die olympischen Geister (TV)
- 1972: Sommersprossen (TV) (También guion)
- 1973–1979: Klimbim (TV-Serie) (También coguionista y Actuaciones Especiales)
- 1975: Giro d’Italia – Die härteste Show der Welt (TV)
- 1977: Wochenendspiel (Piloto para TV-Serie)
- 1978: Zwei himmlische Töchter und Die Gimmicks[15] (TV-Serie) (También Actuación Especial)[16]
- 1979: Tortur mit Torte – Wie macht man Klimbim und anderen Tingeltangel (TV)
- 1979: Wencke, Udo und der blaue Diamant (TV) (También coguionista)
- 1980: Susi (TV-Serie) (También coguionista)[17]
- 1981: Wencke (TV)
- 1983: Wencke auf Nord-Wegen (TV)
- 1984: Die trickreichen 7 (TV) (posiblemente no publicado)
- 1985: Ein Lied für Göteborg (TV)
- 1986: Bravo, Catrin (TV)
- 1986: Die Zukunft hat Geburtstag – 100 Jahre Automobil (TV)
- 1987: Köpfe, Könner, Kulissen (TV-Serie) (Solo Invitada en un Episodio)
- 1987: Top Kids (S.A.M. – Reise durch die Zeit) (TV) (También coguionista)
- 1987: Willkommen in München (TV)
- 1987–1990: Showgeschichten (TV-Serie)
- 1988: Durch Dich wird diese Welt erst schön (TV)
- 1990: Rolle vorwärts (TV)
- 1991: Die lieben Verwandten (TV-Serie)[18]
- 1991: Tücken des Alltags (TV-Serie) (un Episodio, emitido en 1994)

### Publicidad
- 1969: Diverse kurze Wahlwerbespots für die SPD mit Willy Brandt zur Bundestagswahl ’69 (Anuncios electorales cortos diversos para el SPD con Willy Brandt para las elecciones al Bundestag del '69)
- 1972: 10 kurze Wahlwerbespots für die SPD mit Willy Brandt für Bundestagswahl ’72 (10 anuncios electorales cortos para el SPD con Willy Brandt para las elecciones al Bundestag del '72)
- 1976: 52 kurze Wahlwerbespots für die SPD mit Helmut Schmidt für Bundestagswahl ’76 (52 anuncios electorales cortos para el SPD con Helmut Schmidt para las elecciones al Bundestag del '76)